# Mali pirat
Mali pirat, roman za djecu crnogorskog književnika Anta Staničića. Objavila ga je 1956. u Zagrebu nakladnička kuća Mladost. Najcjenjenije je Staničićevo djelo. U drugoj polovini 20. stoljeća roman je bio rado čitan u Hrvatskoj, Crnoj Gori, Srbiji i Slovačkoj. Motiv je prošlost stare Boke i kroz nju je prikazao svoje uspomene iz djetinjstva. Doživjela je prijevode na slovenski, makedonski, mađarski i češki. Vrijeme radnje ovog romana je sedamnaesto stoljeće, vrijeme gusara i morskih razbojnika koji su plovili morima i presretali druge brodove, pljačkali ih i slično. Roman je pustolovno-povijesni. Oslikan je život bokeljskih pomoraca i ljudi tog vremena.
Gradsko kazalište Podgorica u koprodukciji s Centrom za kulturu Tivat je za predstavu sastavljenu prema Staničićevu romanu dobilo nagradu Dragan Radulović na 27. kotorskom Festivalu kazališta za djecu. Rađena je u formi mjuzikla s elementima komedije i melodrame.